# المحلة (بدبدة)

تعديل مصدري - تعديل

المحلة هي إحدى قرى عزلة اهل علي بمديرية بدبدة التابعة لمحافظة مأرب، بلغ تعداد سكانها 182 نسمة حسب تعداد اليمن لعام 2004.